# ジェームズ・ウッド
ジェームズ・ウェイン・ウッド（James Wayne Wood、1924年8月9日 - 1990年1月1日）はアメリカ合衆国の宇宙飛行士で、ダイナソア計画に参加した。
ウッドは1924年8月9日にアーカンソー州パラグールドで生まれた。1956年に空軍工科大学で航空工学の学位を取得した。ダイナソア計画に選ばれた時は、エドワーズ空軍基地で試験機のテストパイロットを務めていた。
ウッドはダイナソア計画でもX-20で弾道飛行のパイロットの候補となっており、もし中止にならなければ1966年7月に初飛行が予定されていた。
ダイナソア計画が1963年12月に中止された後も、彼はアメリカ空軍に残り、エドワーズ空軍基地で働いた。引退時の階級は大佐だった。
彼は既婚で、3人の子供がいた。1990年1月1日に自然死した。